# پیلسرونداله
پیلسرونداله (به لاتین: Pilsrundāle) یک روستا در لتونی است که در شهرداری رونداله واقع شده‌است. پیلسرونداله ۸۶۲ نفر جمعیت دارد.